# Țintaură
Țintaura (în latină Centaurium umbellatum) este o plantă medicinală de culoare albastră sau roșie.
Popular se mai numește și țintaulă, fierea pământului, iarba frigurilor, potroacă, țintaură, cintoaie, frigor, frigurică, ghințură, ghințurea, potrocea, potrocuță, scăunel, scânteiuță, taulă, buruiană-de-friguri, cocoșei-de-grădină (pl.), crucea-pământului, floare-de-friguri, fumărică-bășicoasă, iarbă-de-curcă, iarbă-de-friguri, săfindei-de-câmp  

## Descriere
Este o plantă erbacee, perenă, crește înaltă de 10–40 cm cu o tulpină erectă, cilindrică sau cu coaste puțin proeminente, acoperită de peri abundenți, care se ramifică doar în zona florilor. Frunzele alterne, întrerupt imparipenate, sunt formate din 5-9 foliole dințate pe margini, între care se găsesc 6-10 foliole mici. Florile sunt ca niște steluțe cu cinci colțuri de culoare roz sau violet. Fructul este o achenă. Planta crește în livezi și pe pajiști în locuri umede și luminoase, în zonele de munte până la o altitudine de 1000–1200 m, în vii, în zonele defrișate, sub traseele liniilor de înaltă tensiune. Se culege din iunie până în septembrie.

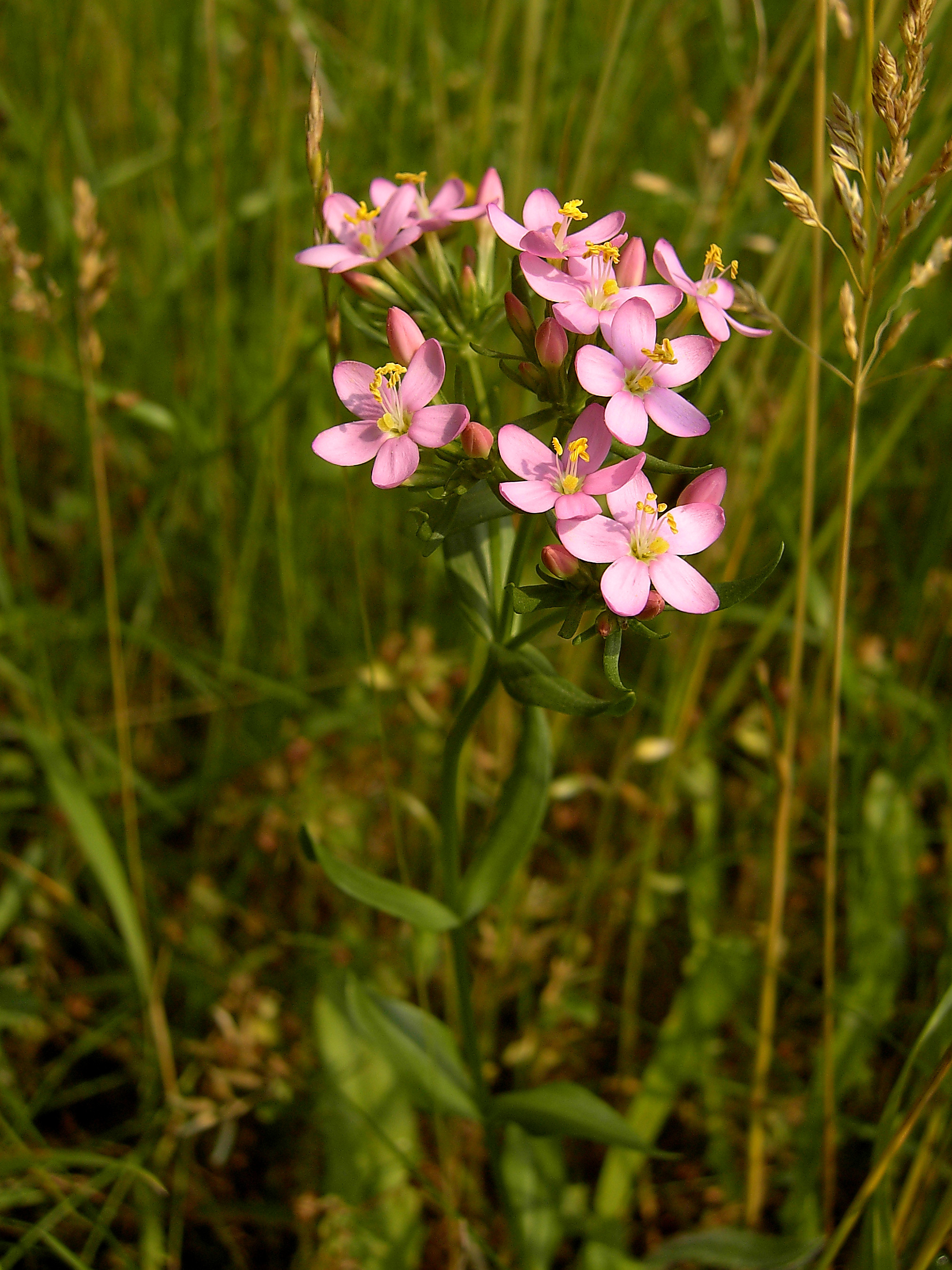
Ţintaură (inflorescenţă)

Țintaura este una dintre cele mai puternice ierburi detoxifiante din flora medicinală românească.

## Boli care se tratează folosind această plantă
- Febră
- Malarie
- Lipsa poftei de mâncare
- Pirozis
- Tulburări stomacale
- Diabet
- Boli de piele
- Intoxicații alcoolice sau cu substanțe chimice
- Eczeme și pentru cicatrizarea rănilor (amestec de suc proaspăt, obținut din țintaură și păpădie)

## Ceaiul de țintaură
Ceaiul de țintaură, denumit Centauri herba, se obține din părțile aeriene înflorite recoltate prin tăierea tulpinilor cu foarfeca sau cuțitul la 5 cm de la suprafața pământului. Uscarea se face la umbră, în buchete, atârnate pe sârmă sau întinse în strat subțire. Se folosește sub formă de infuzie.
Planta conține principii amare cu structură secoiridoidică, eritrocentaurina, xantone polisubstituite, flavonoide, alcaloizi, lactone, triterpene, acizi fenolici, ulei volatil, fitosteroli, alcool cerilic, acizi grași, substanțe minerale.
Infuzia de țintaură mărește activitatea vezicii biliare. Se bea câte o jumătate de cană înaintea meselor principale.